# Lærdalsfjorden
Lærdalsfjorden er en fjordarm på sydsiden af Sognefjorden i Lærdal kommune i Vestland fylke i Norge. Den strækker sig 9 kilometer mod sydøst til Lærdalsøyri. Fjordåbningen ligger mellem Sva i syd og Fodnes i nord. På sydsiden ligger bjerget Grånosi og på nordsiden Vetanosi. Lærdalselven munder ud i fjorden ved Lærdalsøyri.